# Magyar Mickiewicz Társaság nagydíja

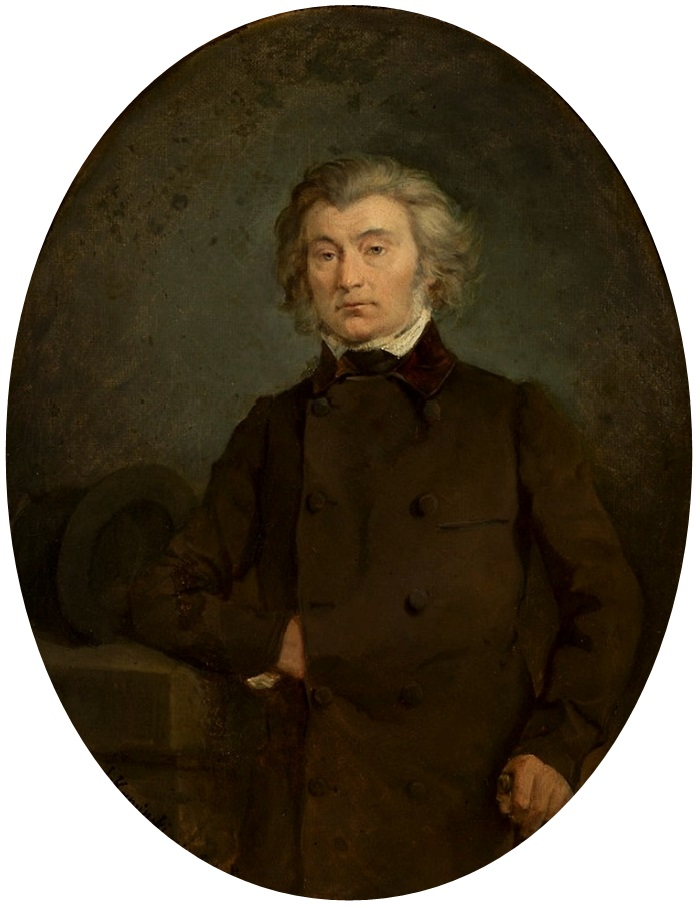
Aleksander Kamiński: Adam Mickiewicz portréja (1850)

A Magyar Mickiewicz Társaság nagydíja elnevezésű kitüntetést (röviden: Mickiewicz-emlékérem) 1936-ban alapította a lengyel–magyar kapcsolatok fejlesztésén fáradozó Magyar Mickiewicz Társaság. A magándíjat évente egy-egy lengyel és magyar író, művész vagy tudós kaphatta meg. 1936 és 1940 között 10 elismerést osztottak ki, az utolsó két évben nem volt lengyel díjazott. 
A díjat a Társaságról, illetve a Társaság névadójáról, Adam Mickiewicz lengyel költőről nevezték el. Az érmét Pátzay Pál tervezte. Egyik oldalán Mickiewicz mellképe, neve, születésének és halálozásának éve szerepelt, másik oldalán pedig a kitüntetett neve és a kitüntetés éve, valamint körben „A Magyar Mickiewicz Társaság nagydíja” felirat. 
A lengyel díjazottak a lengyel követség útján kapták meg a plakettet. 

## Díjazottak
1936:
- Divéky Adorján történész
- Marian Zdziechowski történész, irodalomkritikus

1937:
- Veress Endre történész
- Kazimiera Iłłakowiczówna író, költő, műfordító, dramaturg

1938:
- Istók János szobrász, a Bem-szobor alkotója
- Jan Dąbrowski történész

1939:
- Lukinich Imre történettudós
- Sziklay János író, a Pan Tadeusz fordítója

1940: 
- Lukács György volt vallás- és közoktatásügyi miniszter, a Magyar Mickiewicz Társaság elnöke
- Palóczi Edgár tanár, kultúrtörténész, a Magyar Mickiewicz Társaság főtitkára